# آووبنزون
آووبنزون (به انگلیسی: Avobenzone) یک ترکیب شیمیایی با شناسه پاب‌کم ۵۱۰۴۰ است؛ که جرم مولی آن 310.39 g/mol می‌باشد. شکل ظاهری این ترکیب، بلور بی‌رنگ است.
آووبنزون یک عامل ضدآفتاب است که پوست را در مقابل اشعه UVA محافظت می‌کند. پودر کریستالی قهوه‌ای مایل به زرد، رایحه ضعیفی دارد در آب حل نمی‌شود اما در متانول گرم محلول است. این ماده را می‌توان با یک ماده دارای فیلتر UVB است ترکیب کرد و در محصولات ضدآفتاب به کار برد. هچنین در محصولات محافظت از مو و مراقبت شخصی نیز می‌توان استفاده کرد. برای محصولاتی که هر روز استفاده می‌شوند % ۲–۱ و در ضدآفتاب‌ها % ۳–۲ استفاده می‌شود.